# Nasir al-Din Mahmud Khan
Nasir al-Din Mahmud Khan fou el fundador d'una dinastia efímera que va governar a Kalpi al segle xv.
Era fill de Malikzada Firuz ibn Tadj al-Din Turk, visir de Ghiyath-ad-Din Tughluq (II) (1388-1389), que va morir amb el seu senyor a Delhi el 1389. Després d'això Mahmud Khan va fugir a Kalpi, que era la seva ikta (feu), que va rebatejar Muhammadabad i fou de fet independent després del saqueig de Delhi per Tamerlà (final dels 1398 inicis de 1399). Encara que va assegurar la seva posició a costa dels seus veïns hindús, però sempre en perill pel poder del sultanat de Malwa i el sultanat de Jaunpur. Mahmud es va titular sultà i xa, el que va disgustar a aquests poderosos veïns.
Va morir el 813 de l'hègira (1410/1411) i el va succeir el seu fill el seu fill Ikhtiyar al-Din Abu l-Mudjahid Kadir Khan.